# Aleurodomyces signoretii
Aleurodomyces signoretii är en svampart som beskrevs av Buchner 1912. Aleurodomyces signoretii ingår i släktet Aleurodomyces, divisionen sporsäcksvampar och riket svampar.   Inga underarter finns listade i Catalogue of Life.